# Ambrogio del Giudice
Ambrogio Del Giudice, noto anche con lo pseudonimo di Ambrogio d'Altamura (Altamura, 16 novembre 1608 – 1677), è stato un religioso e storico italiano. Fuori dall'Italia è anche noto come Ambrosius de Altamura o anche solo Altamura.

## Biografia
Originario di Altamura, città pugliese del Regno di Napoli (ragion per cui era chiamato Ambrogio Altamura o anche solo l'Altamura), Ambrogio del Giudice apparteneva alla famiglia dei del Giudice. Dopo essere diventato frate domenicano nel convento della sua città (probabilmente il Convento di San Rocco) e completato tutti gradi di studio ivi presenti, nel 1647 fu nominato maestro nel Capitolo generale di Valenzia d'Aragona. Fu anche nominato Reggente di San Domenico in Andria. Morì nell'anno 1677. Secondo quanto riportato da Niccolò Toppi (1678), del Giudice era probabilmente a Roma negli anni immediatamente precedenti alla sua morte; in particolare, afferma che del Giudice "Stà [sic] attualmente in Roma stampando due Tomi in fol. della Biblioteca Domenicana intitolati 'Ex Altamuro [sic] Ecclesia idest de Scriptoribus Domenicanis' & altre opere."
È noto soprattutto per aver scritto l'opera Bibliotechae Dominicanae (1677), una sorta di compendio storico di personalità di spicco dal Medioevo al XVII secolo, tra cui molti personaggi legati all'Ordine domenicano. Tale opera è stata poi ripresa da molti autori successivi tra cui i domenicani Jacques Quetif e Jacques Echard nella loro opera Scriptores Ordinis Praedicatorum (1721). Nonostante la notorietà dell'autore (chiamato fuori dall'Italia Ambrosius de Altamura o anche solo Altamura), sono state anche notate dagli stessi Quetif ed Echard e da altri autori alcune imprecisioni storiche all'interno della sua opera. Scrisse anche altre opere, di cui alcune sono pervenute fino a noi e si ritrovano in alcune biblioteche italiane. Altre opere, come ad esempio la Chronologia che lo stesso del Giudice cita in Bibliotechae Dominicanae, risultano disperse; la Chronologia risultava non disponibile o non pubblicata già nell'anno 1753.

## Opere
- Il Melchisedech, overo Lezioni in lode del SS. Sacramento dell'Eucaristia divise in tre ottave, Roma, Francesco Monica, 1653.
- Commentaria in Aristotelis Topica, Napoli, Jac. Gaffari, 1658.
- Meditazioni sopra gli misterii del SS. Rosario, Napoli, Haered Gaffari, 1659.
- Oratio in Philippi 4. Regis Catholici Funeralibus a Frat. Ambrosio de Iudice Dominicano Magistro Habita Altamurae. In D. Rocci Prope Moenia apud Fratres Praedicatores, Idibus Decembris 1666, 1666.
- Panagion, seu SS. Dominicanorum, quorum per annum ubique in ordinis Praedicatorum Eclesiis solemnia clebrantur Elogia. Pars prima, Napoli, Francesco Zannetti, 1671.
- Panagion, seu SS. Dominicanorum, quorum per annum ubique in ordinis Praedicatorum Eclesiis solemnia clebrantur Elogia. Pars altera, Napoli, Francesco Zannetti, 1671.
- Bibliotechae Dominicanae Accuratis Collectionibus Primo ab Ordinis Constitutione usque ad Annum 1600 Producta hoc Seculari Apparatu Incrementum et Prosecutio, Roma, Angelo Tinassio, 1677.
- Chronologia.